# Gautam Rana
Gautam Rana – amerykański dyplomata. Od 2022 pełni urząd ambasadora USA na Słowacji.
Ukończył studia z zakresu prawa, ekonomii, stosunków międzynarodowych i bezpieczeństwa na Uniwersytecie Pensylwanii, Uniwersytecie Vanderbilta oraz National Defense University. W 2002 został członkiem służby dyplomatycznej USA. Pełnił funkcje chargé d’affaires w Algierii i Słowenii, pracował także w ambasadzie USA w Indiach oraz Departamencie Stanu i Radzie Bezpieczeństwa Narodowego.